# امبیکانگار
امبیکانگار (به انگلیسی: Ambikanagar) یک منطقهٔ مسکونی در هند است که در کارناتاکا واقع شده‌است.

## خصوصیات
امبیکانگار ۴٬۸۴۸ نفر جمعیت دارد.